# Пауло Џамели
Пауло Џамели (22. јул 1974) бивши је бразилски фудбалер.

## Каријера
Током каријере играо је за Сантос, Реал Сарагоса, Коринтијанс Паулиста, Алмерија и многе друге клубове.

## Репрезентација
За репрезентацију Бразила дебитовао је 1996. године. За национални тим одиграо је 5 утакмица и постигао 2 гола.

## Статистика
| Бразил | Бразил | Бразил |
| Год.   | Ута.   | Гол.   |
| ------ | ------ | ------ |
| 1996   | 5      | 2      |
| Укупно | 5      | 2      |